# Keep Calm and Carry On

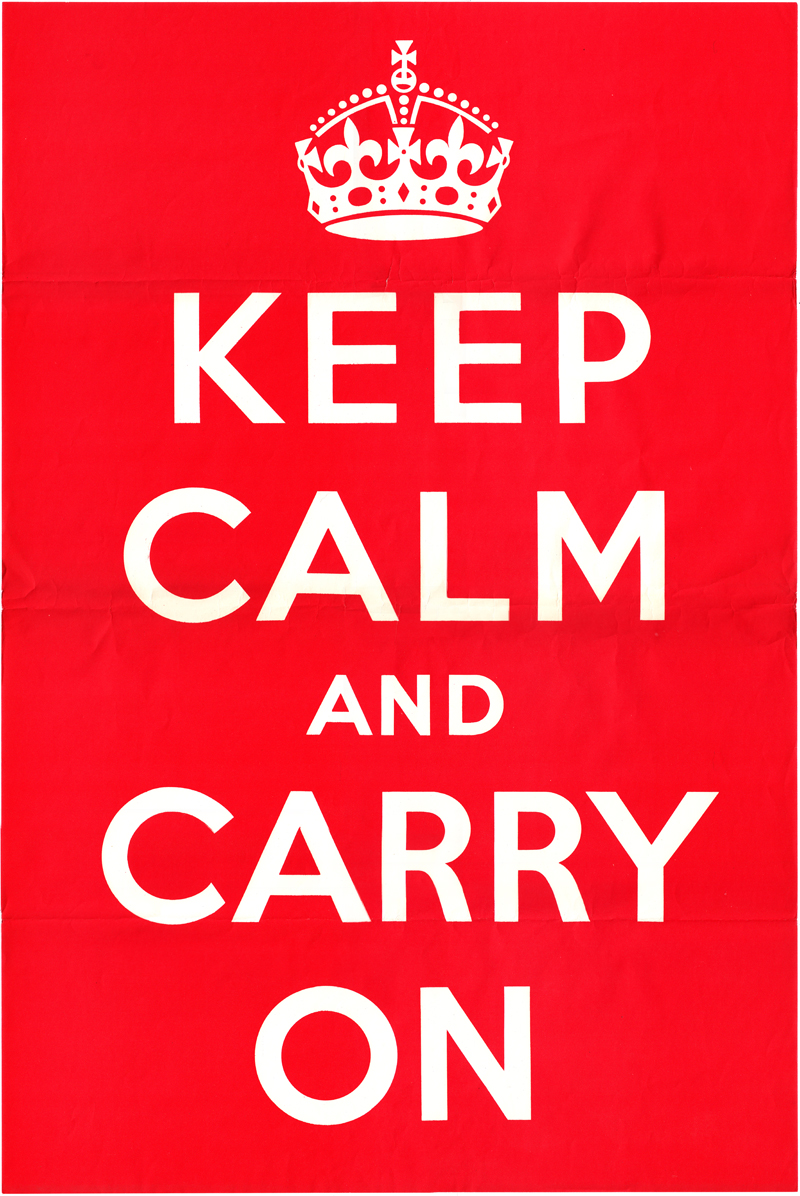
Оригінальний плакат «Keep Calm and Carry On» 1939 року

Keep Calm and Carry On (укр. Зберігайте спокій і продовжуйте) — мотиваційний плакат, випущений британським урядом у 1939 році, за кілька місяців до початку Другої світової війни, що був покликаний підняти бойовий дух громадськості Британії після численних пророкувань масового бомбардування головних міст. Плакат мав обмежене розповсюдження не на загал, і тому був маловідомим. Його було заново відкрито у 2000 і перевидано кількома приватними компаніями у вигляді загальної теми для кількох продуктів. Вважалося, що поза урядовими архівами вціліло лише два екземпляри плаката, поки у 2012 році на Antiques Roadshow не з'явилась колекція з 20 оригіналів власності дочки колишнього члена цивільної оборони Royal Observer Corps.

## Історія

### Дизайн та виробництво
Початково плакат було створено Міністерством інформації на початку Другої світової війни. Його планувалось розповсюджувати для посилення бойового духу на випадок воєнного лиха на зразок масового бомбардування головних міст з використанням отруйного газу, яке прогнозувалося вже у перші години після початку війни. Було надруковано понад 2,5 млн копій, однак обмежене їх число було розповсюджено і то не на загал. У книзі воєнних фотографій міста бристольського фотографа Ріса Вінстона (Reece Winstone) є фото плаката великих розмірів на білборді.
Цей плакат був третім у серії з трьох штук. Попередні два, «Freedom Is In Peril. Defend It With All Your Might» («укр. Свобода у небезпеці. Захищайте її з усією силою») та «Your Courage, Your Cheerfulness, Your Resolution Will Bring Us Victory» («укр. Ваша хоробрість, ваша бадьорість, ваша рішучість здобудуть нам перемогу»), вийшли і використовувались для мотивації по всій Британії, оскільки Міністерство інформації припускало, що події перших тижнів війни деморалізують населення. Розробка почалася у квітні 1939 року, у червні був готовий дизайні і в серпні почався друк, плакати були готові до розвішування через 24 години після оголошення війни. Плакати мали асоціюватися з Міністерством інформації і поєднувати унікальний та впізнаваний напис і дизайн з посланням короля до свого народу. Для зображення у верхній частині плаката перевагу було надано зображенню корони Тюдорів (широко використовуваний символ урядової влади), слогани створювали цивільні службовці. Будучи першим плакатом Міністерства інформації, плакат «Ваша хоробрість…» був більш відомим під час війни.
Незважаючи на те, що кампанія була швидкою, а всього було розповсюджено 800 000 примірників плакатів «Свобода у небезпеці…» та «Ваша хоробрість…», чимало людей стверджували, що не бачили їх, тоді як ті, хто бачив, вважали їх зверхніми і роз'єднуючими. Історик дизайну Сюзанна Вокер називає кампанію «гучним провалом», відображенням недооцінки службовцями вищого середнього класу настроїв народу.

### Пізніші доповнення
Пізніше у час війни розповсюджувалась листівка зі зверненням прем'єр-міністра Вінстона Черчиля під заголовком «Бити загарбників». Вона починалась словами «Якщо станеться вторгнення…» і мала на меті закликати народ «міцно триматись» і «продовжувати справу». Ці два словосполучення не з'являються в одному реченні, але виділені виразним шрифтом. У тексті вони описуються як два «важливі накази і обов'язки» усьому народу у випадку вторгнення. Далі у листівці наводиться кілька практичних порад.

### Перевідкриття і комерціалізація
У 2000 році Стюарт Манлі, співвласник (разом з дружиною) Barter Books Ltd. у місті Алнік (Нортумберленд), розсортовував коробку старих книг, куплену на аукціоні, коли знайшов один з оригінальних плакатів «Keep Calm and Carry On». Подружжя взяло плакат в рамку і повісило поруч з касовим апаратом; плакат же викликав такий великий інтерес, що Менлі почав друкувати і продавати копії. Інші фірми взяли з нього приклад і дизайн плакату швидко почав використовуватись як загальна тема для реклами широкого спектра продуктів. Пізніше Мері Менлі говорила: «Я не хотіла, щоб він ставав таким банальним. Але, звісно, зараз він уже банальний до неможливості».
На початку 2012 року Barter Books дебютували з інформаційною короткометражкою The Story of Keep Calm and Carry On, у якій подано візуальне розуміння модернізації та комерціалізації дизайну і фрази.
Сюзанна Вокер зазначає, що зараз плакат сприймається «не лише як квінтесенція британськості, але і як надихаюче повідомлення з минулого теперішньому у час кризи». Вона, однак, підкреслює, що така інтерпретація виходить за рамки обставин створення плакату і відносної невдачі кампанії, частиною якої він був.

## Торгова марка
У серпні 2011 року з'явилась інформація, що британська компанія під назвою Keep Calm and Carry On Ltd зареєструвала слоган як громадську торгову марку у ЄС, після невдалої спроби зареєструвати її в Об'єднаному королівстві. Вони подали принизливий запит проти продавця продукції Keep Calm and Carry On.[неавторитетне джерело] Було піднято питання про те, чи можна реєстрацію оскаржити, оскільки слоган був широко використовуваний до неї і не впізнаваний як торговий.; було подано заявку на скасування реєстрації на підставі того, що фраза надто широко використовується, щоб одна людина могла мати виключні права на неї, але запит на скасування було відхилено і торгова марка досі захищається в усіх країнах-членах ЄС. Компанія зараз намагається зареєструвати слоган як торгову марку у США та Канаді.

## Сучасне використання
Зі зростанням популярності плаката у різних медіа також з'явились численні пародії, імітації та обігрування, зробивши його популярним інтернет-мемом. Зміст варіює від милих фраз до відверто політичних, зачіпаючи різні відомі речі від одруження принца Вільяма і Кейт Міддлтон до відеоігор Маріо. Для прикладу, існують
- «Now Panic and Freak Out» («Тепер панікуйте і божеволійте», з перевернутою короною),
- «Get Excited and Make Things» («Захоплюйтесь і творіть речі», з короною і гайковими ключами),
- «Keep Calm and Have a Cupcake» («Зберігайте спокій і з'їжте кекс», із зображенням кекса),
- «Don't Panic and Fake a British Accent» («Не панікуйте і вдавайте британський акцент»),
- «Keep Calm and Hate Apple» («Зберігайте спокій і ненавидьте Apple», з логотипом Windows),
- «Keep Calm and Hate Microsoft» («Зберігайте спокій і ненавидьте Microsoft», з логотипом Apple),
- «Keep Spending and Carry On Shopping» («Продовжуйте витрачати і далі робіть покупки»)[20]
- «Keep Calm and BRRRRT On» («Зберігайте спокій та робіть БРРРР», із зображенням А-10 Thunderbolt II)

У березні-квітні 2012 року британський поп-рок гурт McFly здійснив театральний тур під назвою «The Keep Calm & Play Louder Tour», афіша якого була подібною до плакату 1939 року.
У кінці 2012 та на початку 2013 року завдяки кампанії «Save Lewisham Hospital» (протест проти запланованого обмеження послуг університетського госпіталю Lewisham) став широковідомим плакат зі слоганом «Don't Keep Calm Get Angry and Save Lewisham A&E».
Зусилля мера Калгарі Нагіда Ненші (Naheed Nenshi) із заохочення і мотивації мешканців під час повені 2013 року в Альберті зробили його ім'я предметом пародії «Keep Calm and Nenshi On».
Ідею закликів «Зберігайте спокій…» (без корони Тюдорів, з іншими зображеннями) українською мовою розвинув дизайнер Ілля Стронґовський. З 2012 року друкуються сувеніри з варіаціями на тему «спокою»; після подій Євромайдану набув поширення також варіант «Я українець і я не можу зберігати спокій» і подібні.
2014 року, після початку бойових дій на Донбасі, в Україні лозунг набув популярності у вигляді «Зберігайте спокій та чистіть кулемет».

## Рекомендована література
- Clampin, David (2009). "To Guide, Help and Hearten Millions": the place of commercial advertising in wartime Britain, 1939–1945. Journal of Macromarketing. 29 (1): 58—73. Архів оригіналу за 18 грудня 2013. Процитовано 25 березня 2014.
- Inkster, Nigel; Nicoll, Alexander (2010). Keep Calm and Carry On. Survival: Global Politics and Strategy. 52: 249—256. doi:10.1080/00396331003764777.
- Lewis, Bex (2012). The Renaissance of 'Keep Calm and Carry On'. The Poster. 2: 7—23. doi:10.1386/post.2.1.7_1. Архів оригіналу за 20 лютого 2021. Процитовано 25 березня 2014.
- Walker, Susannah (2012). Home Front Posters of the Second World War. Oxford: Shire. ISBN 9780747811428.